# جيرالد هايز (رسام)
جيرالد هايز (بالإنجليزية: Gerald Hayes)‏ هو رسام أمريكي، ولد في 9 أبريل 1940 في لوس أنجلوس في الولايات المتحدة.